# Jungle Style
Jungle Style ist eigentlich kein Jazz-Genre, sondern ein Stilelement, das von Duke Ellington zusammen mit den Washingtonians und später mit seinem eigenen Orchester entwickelt und perfektioniert wurde. 
Dabei geht es darum, eine Musik zu erzeugen, die die exotische, geheimnisvoll-anziehende Welt des Urwalds charakterisieren soll. Das wahrscheinlich auffälligste Element ist der abgeänderte Sound der Trompete bzw. des Kornetts. Dieser Sound ist unter dem Begriff Growling bekannt und wurde von Bubber Miley und Cootie Williams, beide Mitglieder von Ellingtons Orchester, gespielt. Statt einen reinen Ton zu produzieren, erzeugt man mit Hilfe des Dämpfers (Mute) einen krächzenden Ton, verbunden mit gezogenen Melodien. Lautmalerisch wird dieser Sound auch Wah-Wah genannt. 
Für den Jungle Style typische Songs sind neben Echos of the Jungle unter anderem Creole Love Call, The Mooche sowie East St. Louis Toodle-Oo, allesamt von Ellington.
Die Jungle-Elemente werden heute bevorzugt mit Gangstern der zwanziger Jahre und mit Mafiafilmen über jene Zeit assoziiert. Sie sind nicht mehr alleine auf den Swing beschränkt, sondern werden beispielsweise auch im zeitgenössischen Jazz von Pierre Dørge eingesetzt.